# Střed (Rokycany)
Střed je část okresního města Rokycany v Plzeňském kraji. Nachází se zde historické centrum města a přilehlé ulice. Střed leží v katastrálním území Rokycany o výměře 28,8 km2.

## Historie
První písemná zmínka o vesnici pochází z roku 1110.

## Obyvatelstvo
| Rok            | 1869  | 1880  | 1890  | 1900  | 1910  | 1921  | 1930  | 1950  | 1961   | 1970  | 1980  | 1991  | 2001  | 2011  | 2021  |
| -------------- | ----- | ----- | ----- | ----- | ----- | ----- | ----- | ----- | ------ | ----- | ----- | ----- | ----- | ----- | ----- |
| Počet obyvatel | 4 187 | 4 927 | 2 562 | 2 269 | 2 258 | 6 728 | 2 015 | 8 789 | 11 494 | 2 491 | 1 949 | 1 464 | 1 355 | 1 200 | 1 565 |
| Počet domů     | 378   | 428   | 166   | 159   | 163   | 164   | 167   | 1 377 | 1 609  | 185   | 153   | 108   | 103   | 113   | 127   |

## Obecní správa
Při sčítání lidu od 1. července 1979 je částí města Rokycany ve stejnojmenném okrese.